# Il tunnel del terrore
Il tunnel del terrore (The Yellow Balloon) è un film del 1953 di produzione britannica diretto da J. Lee Thompson.